# Gena Bârsan
Gena Bârsan (n. 1916, Târgu Cărbunești — d. 1962, Târgu Cărbunești), a fost o cunoscută lăutăreasă din Gorj. Este renumită pentru aparițiile sale la nunțile, botezurile, bâlciurile, hramurile, aniversările și nedeile din Gorj și Dolj, dar și cu orchestra „Taraful Gorjului”, condusă de dirijorul Nicolae Novac. 

## Biografie
S-a născut în anul 1916 în Târgu Cărbunești, județul Gorj, într-o familie de lăutari. Părinții săi, Coadă și Polina Turleanu, au fost printre primii lăutari din localitate. Se căsătorește cu violonistul Ion Bârsan, din taraful căruia mai făcea parte basistul Nelu Petrescu, și începe să cânte cu aceștia.
Între 1938-1942 cântă cu taraful soțului ei și cu taraful lui Nelu Busuioc în București, la cârciuma „La Crețu” din zona Gării de Nord, unde erau vizitați de cântărețele Maria Tănase și Rodica Bujor. La întoarcerea din București, în taraful ei intră basistul Aurică Gugin.
Pe data de 16 iulie 1940 este descoperită de folcloristul Tiberiu Alexandru și este chemată să înregistreze pentru Arhiva de Folklore a Societății Compozitorilor Români (Institutul de Etnografie și Folclor „Constantin Brăiloiu” de astăzi). În același an îi apare primul disc la Electrecord, cu propria sa creație - „Sârba concentraților”.
Din 1948 începe să cânte cu ginerele său, lăutarul Gheorghe Pițigoi (braci și bas) și cu fiica sa, Elena Bârsan.
În martie 1949 este prima solistă angajată a orchestrei „Taraful Gorjului” din Târgu Jiu, înființată de către dirijorul Nicolae Novac, cu care efectuează mai multe înregistrări. 
În 1950 îi apare un disc „Le Chant du Monde” în Franța cu două cântece de propagandă comunistă. 
În 1954 efectuează înregistrări la Radio Craiova cu taraful soțului ei, cu taraful lui Marin Piculeață din Craiova și cu Taraful „Murmurul Gilortului” condus de violonistul Costică Dindiri. Câteva din înregistrări i-au fost editate în 1968 pe un disc Electrecord (un EP cu patru piese).
A întreprins numeroase turnee în țară, cu Taraful Gorjului, cântând alături de artista Maria Tănase (devenită folclorist al orchestrei), dar și de alte soliste cunoscute din județ: Maria Lătărețu și Lia Bobirci.
În memoria sa anual în Târgu Cărbunești, în luna august, se desfășoară Festivalul-concurs interjudețean de muzică lăutărească „Gena Bârsan”, organizat de primăria orașului. În cadrul său se întrec cele mai bune tarafuri gorjenești, dar și cei mai buni rapsozi.

## Decesul
Moare în anul 1962 la Târgu Cărbunești, județul Gorj, la numai doi ani după moartea soțului ei.

## Înregistrări I.E.F.[6]
| An            | Cotă         | Piese                             | Acompaniament                        | Culegători                             |
| 16 iulie 1940 | Disc 1348 II | Sârba concentraților              | Taraful Mitu Fane                    | Tiberiu Alexandru                      |
| 17 iulie 1949 | Disc 1743 I  | Am pornit mărețul plan            | Taraful Gorjului, dirijor Nicu Novac | Liviu Florea și Ghizela Sulițeanu      |
| 17 iulie 1949 | Disc 1743 II | Măi săraci și mijlocași           | Taraful Gorjului, dirijor Nicu Novac | Tiberiu Alexandru și Ghizela Sulițeanu |
| 17 iulie 1949 | Fg. 10.530a  | În pieptu-mi ca floarea-mi crește | ?                                    | Liviu Florea și Ghizela Sulițeanu      |
| 17 iulie 1949 | Fg. 10.538a  | Când am intrat în uzină           | ?                                    | Vasile D. Nicolescu                    |

## Înregistrări S.R.R.[7]pe bandă de magnetofon
| An   | Piese                                                                                                   | Acompaniament                 |
| 1954 | Viorea, viorea (sârbă)                                                                                  | Taraful Ion Bârsan            |
| 1954 | Mă suii în deal în cucă (cântec)                                                                        | Taraful „Murmurul Gilortului” |
| 1954 | De-aș vedea iarna trecută (cântec lung) Păsărică de sub nor (sârbă) Pe malul Gilortului (cântec doinit) | Taraful Marin Piculeață       |
| 1954 | De ce nu vii neicuț-al meu (cântec) Vine Gheorghiță seara din luncă (folclor nou)                       | indisp.                       |

## Discografie
| An   | Casa de discuri   | Nr. de catalog | Format                 | Piese | Acompaniament                                                                          |
| 1940 | Electrecord       | 1372           | ebonită, single, 25 cm | Sârba concentraților                                                                                              | Taraful Mitu Fane                                                                      |
| 1950 | Le Chant du Monde | 734            | ebonită, single, 25 cm | 1. Eh, Paysans pauvres et moyens (Măi țărani și mijlocași) 2. Travaillons a notre lutte (Muncitorii noștri luptă) | Taraful Gorjului, dirijor Nicu Novac                                                   |
| 1961 | Electrecord       | EPA 3023       | ebonită, single, 25 cm | 1. Au-nverzit livezile                                                                                            | Taraful „Iancu Jianu”, dirijor Gică Chirea                                             |
| 1963 | Electrecord       | EPD 1016       | vinil, LP, 25 cm       | A-nflorit dealul și câmpul                                                                                        | Taraful Gorjului, dirijor Nicu Novac                                                   |
| 1968 | Electrecord       | EPC 905        | vinil, EP, 17 cm       | 1. Mă suii în deal în cucă 2. Pe malul Gilortului 3. Păsărică de sub nor 4. Viorea, viorea                        | Taraful „Murmurul Gilortului” (1) Taraful Marin Piculeață (2,3) Taraful Ion Bârsan (4) |

## Legături externe
- Gena Bârsan – Muzică populară din Gorj (1954)